# Cambernon
Cambernon är en kommun i departementet Manche i regionen Normandie i norra Frankrike. Kommunen ligger i kantonen Coutances som tillhör arrondissementet Coutances. År 2022 hade Cambernon 693 invånare.

## Befolkningsutveckling
Antalet invånare i kommunen Cambernon
| Referens: INSEE |